# St. Alban (Aitrang)

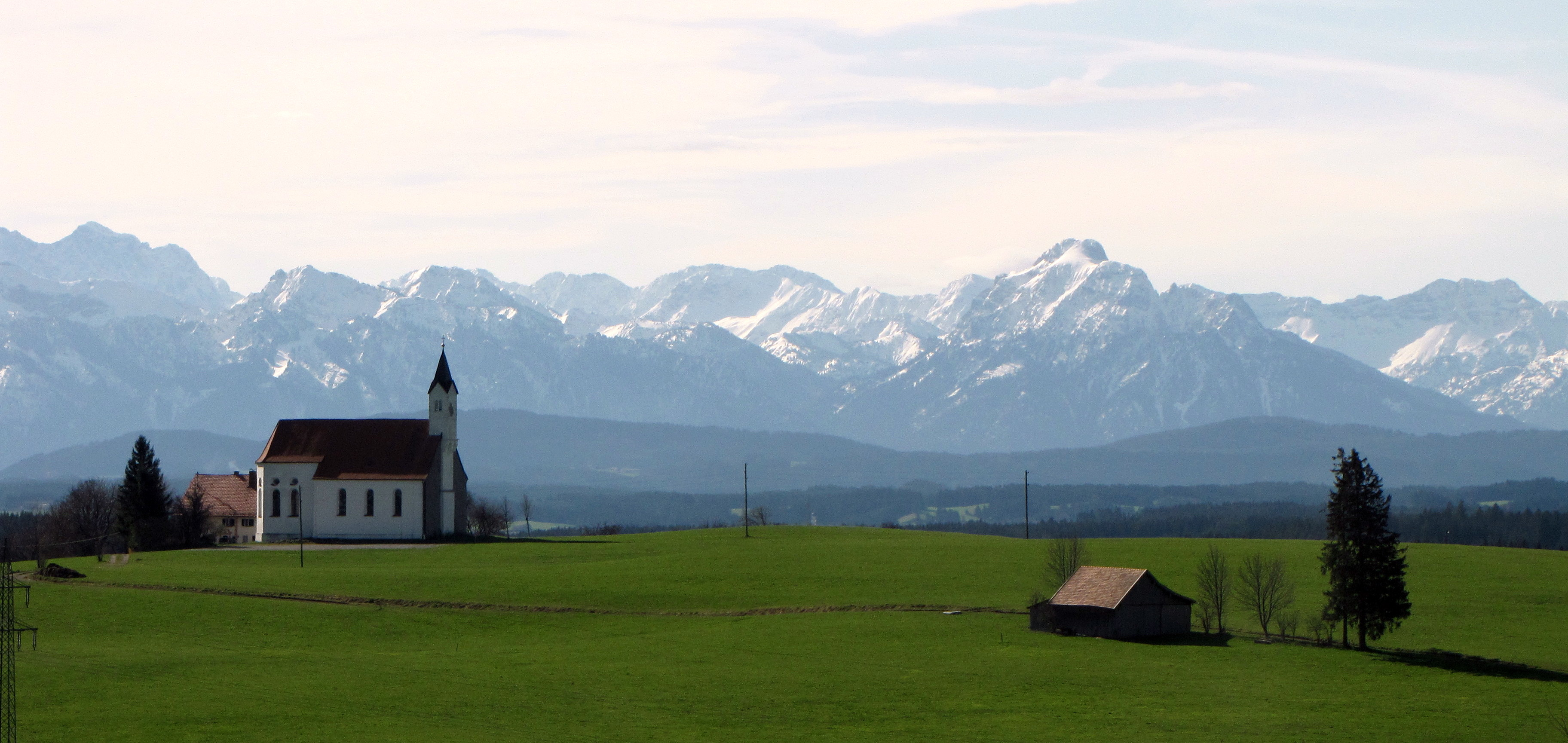
Wallfahrtskirche St. Alban mit Blick auf die Alpen

Die Wallfahrtskirche St. Alban steht frei auf einem Hügel über Görwangs, einem Ortsteil der Gemeinde Aitrang im schwäbischen Landkreis Ostallgäu in Bayern.

## Geschichte

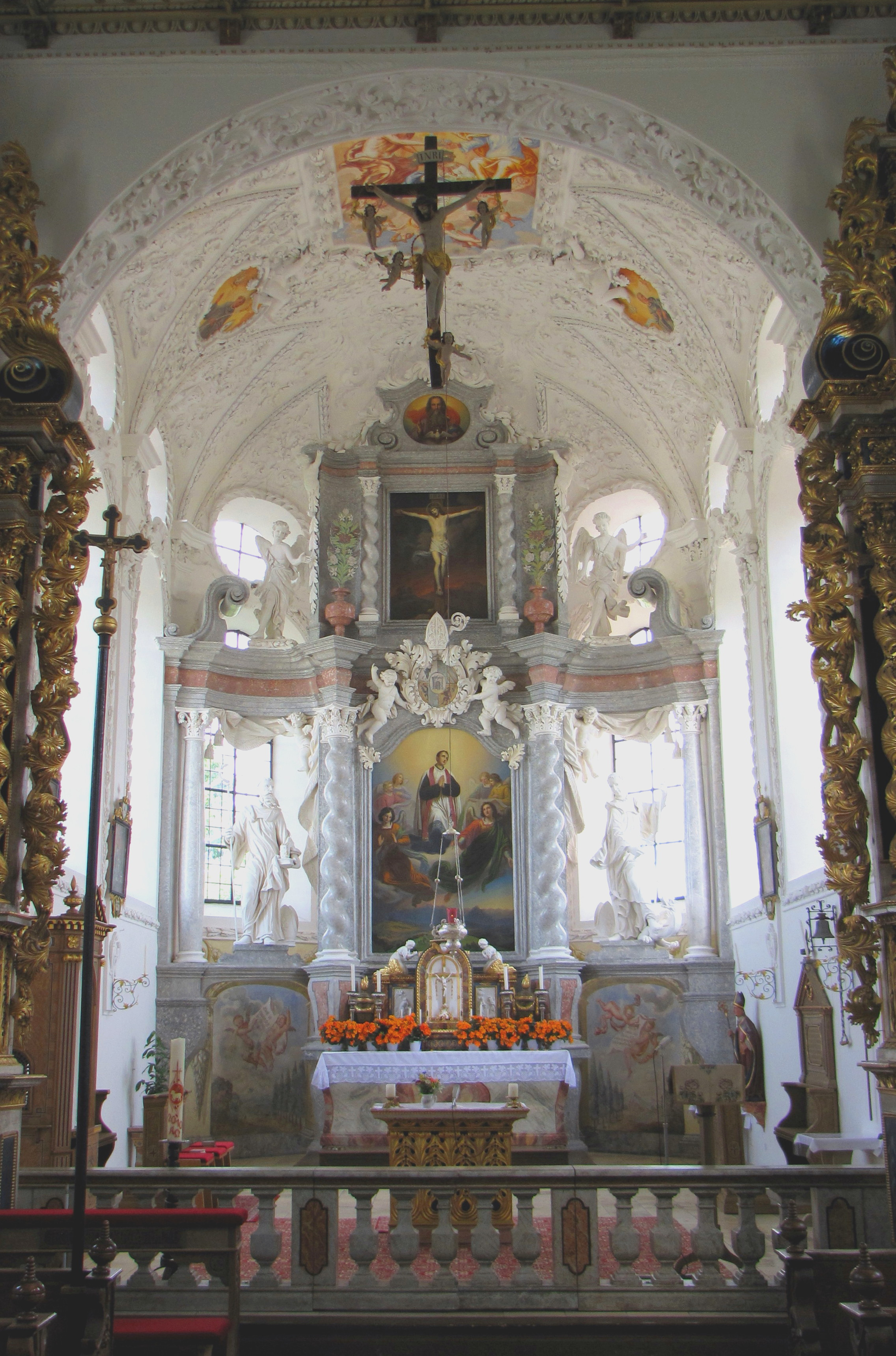
Chorraum

Bereits um 1510 befand sich hier eine kleine Filialkirche der Pfarrei Aitrang. Von 1697 bis 1699 entstand ein größerer Neubau, der teilweise auch vom Kloster St. Mang in Füssen finanziert wurde; denn die Pfarrkirche von Aitrang war diesem Kloster inkorporiert.

## Bau
Nach dem Einsturz des Dachreiters 1896 wurde die ursprüngliche Zwiebelhaube durch einen heute unpassend erscheinenden Spitzhelm ersetzt. Nahezu dem Zerfall preisgegeben, konnte die Wallfahrtskirche durch eine aufwändige Restaurierung in den Jahren 1998 bis 2002 doch noch gerettet werden.

## Ausstattung
Der Außenbau erscheint schlicht, der helle Innenraum beeindruckt durch seine qualitätvolle Ausstattung. Der Hochaltar aus Stuckmarmor gilt als Frühwerk des Dominikus Zimmermann datiert zwischen 1705 und 1707. Die alten Altarbilder gingen verloren. Ersatz schuf 1853 Ferdinand Wagner aus Schwabmünchen.
Über dem Langhaus zeigt eine gut erhaltene Täfeldecke aus der Zeit um 1700 Szenen aus dem Leben des heiligen Alban und im mittleren Hauptfeld die Glorie des Kirchenpatrons. Die Malereien werden Georg Wassermann aus Autenried bei Günzach zugeschrieben. Die beiden Seitenaltäre mit ihren virtuos geschnitzten Akanthusranken sind ebenfalls sehenswert. Die Altarblätter schuf Paul Zeiller, Vater des Johann Jakob Zeiller. Das linke Hauptbild ist signiert und datiert (1704). Bemerkenswert sind die gedrehten Säulen der beiden Altäre aus durchbrochen geschnitztem Akanthus ohne Kern.
Weitere Ausstattungsstücke:
- Das Kruzifix im Chorbogen mit vier Engeln, die das Blut Christi mit Kelchen auffangen (Bildhauer vielleicht Hans Adam Bayrhoff aus Füssen, um 1700)
- eine reich geschmückte Kanzel (ebenfalls um 1700)
- die Stuhlwangen mit geschnitztem Akanthus und gedrechselten Kugelaufsätzen
- Gemälde an den Wänden mit Szenen aus dem Leben des Titelheiligen (um 1700)
- Der späte Kreuzweg von Nikolaus Weiß (1792)

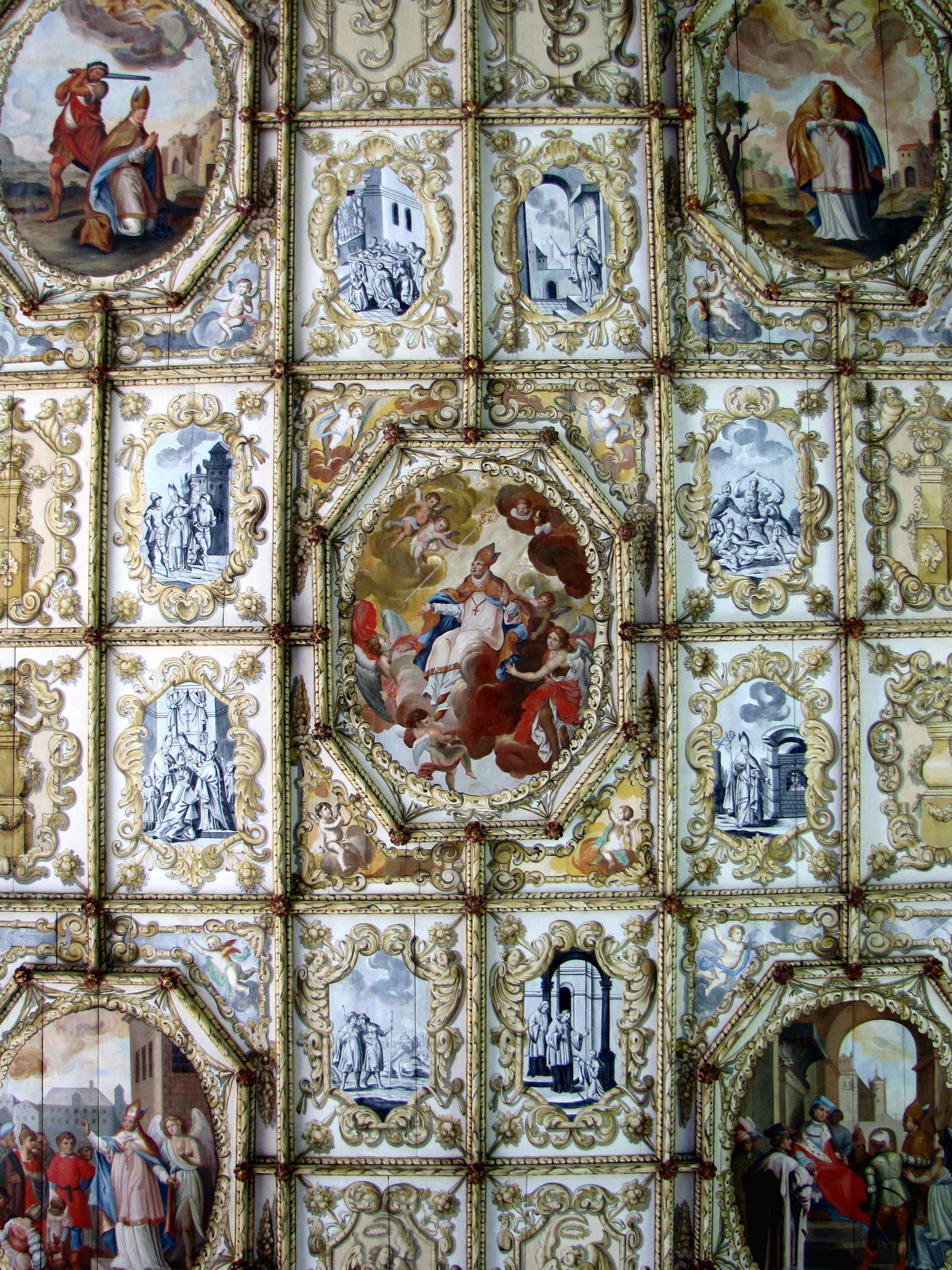
Täfeldecke um 1700
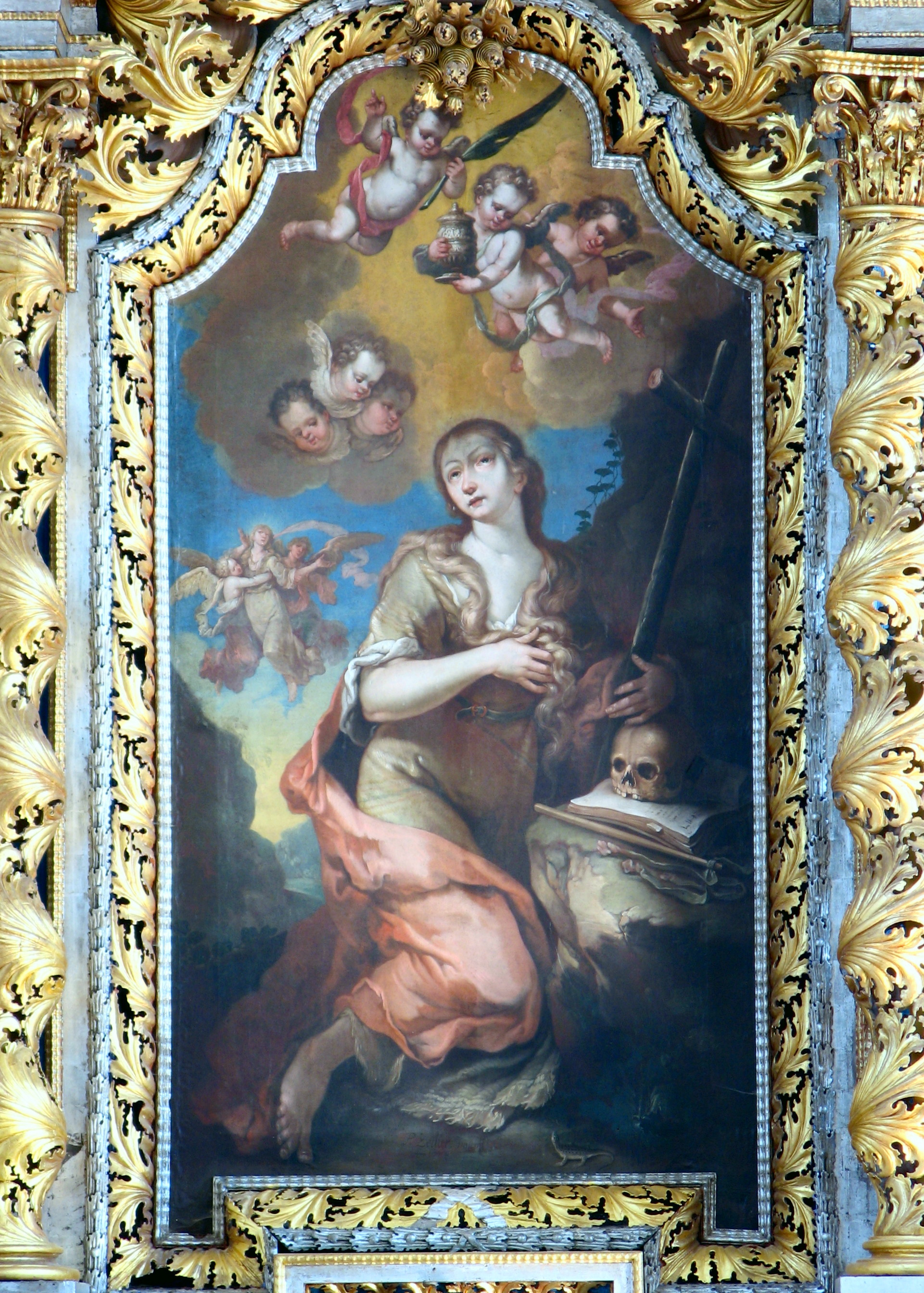
Hl. Maria Magdalena von Paul Zeiller, 1704
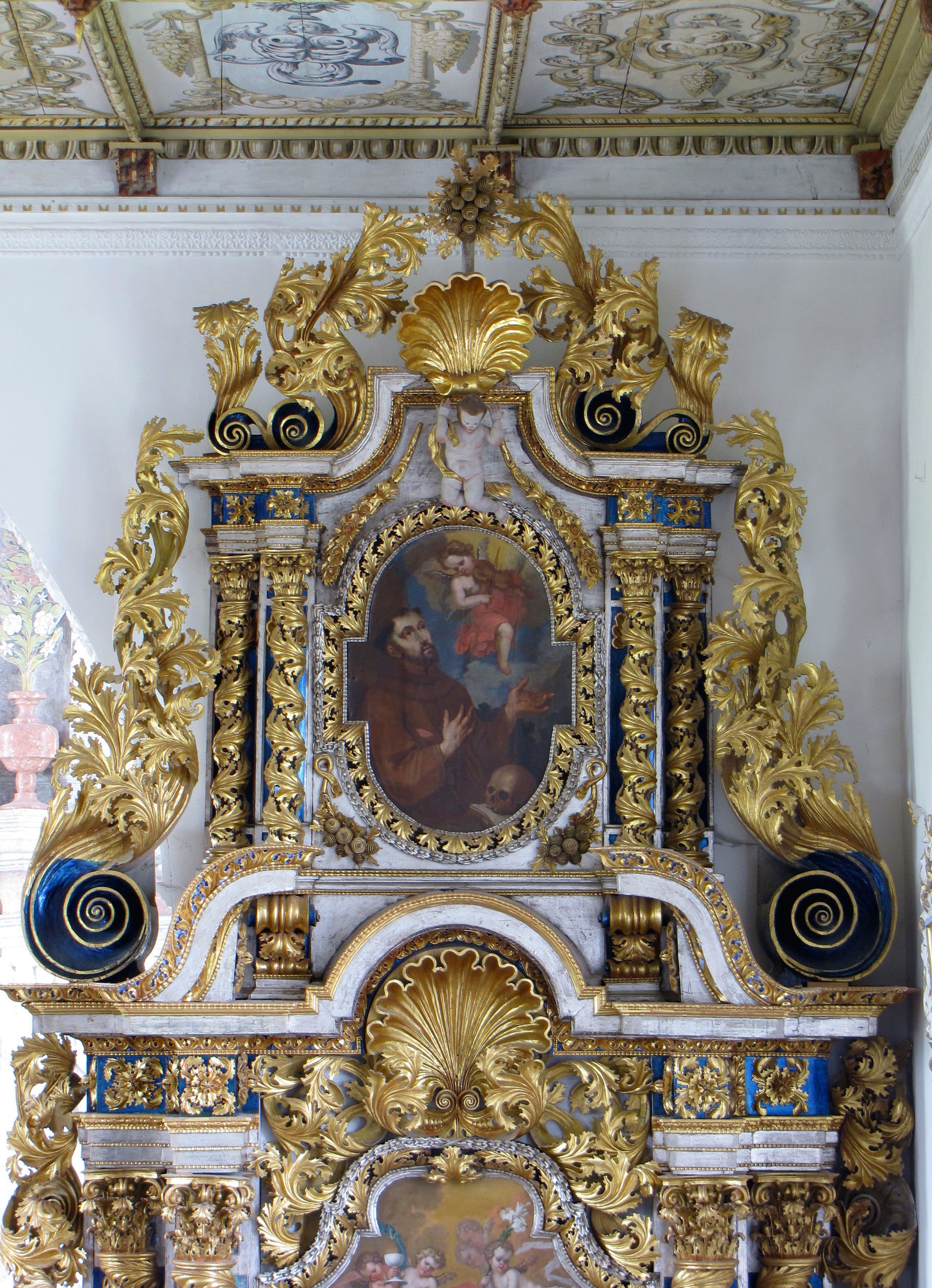
Auszug des rechten Seitenaltars
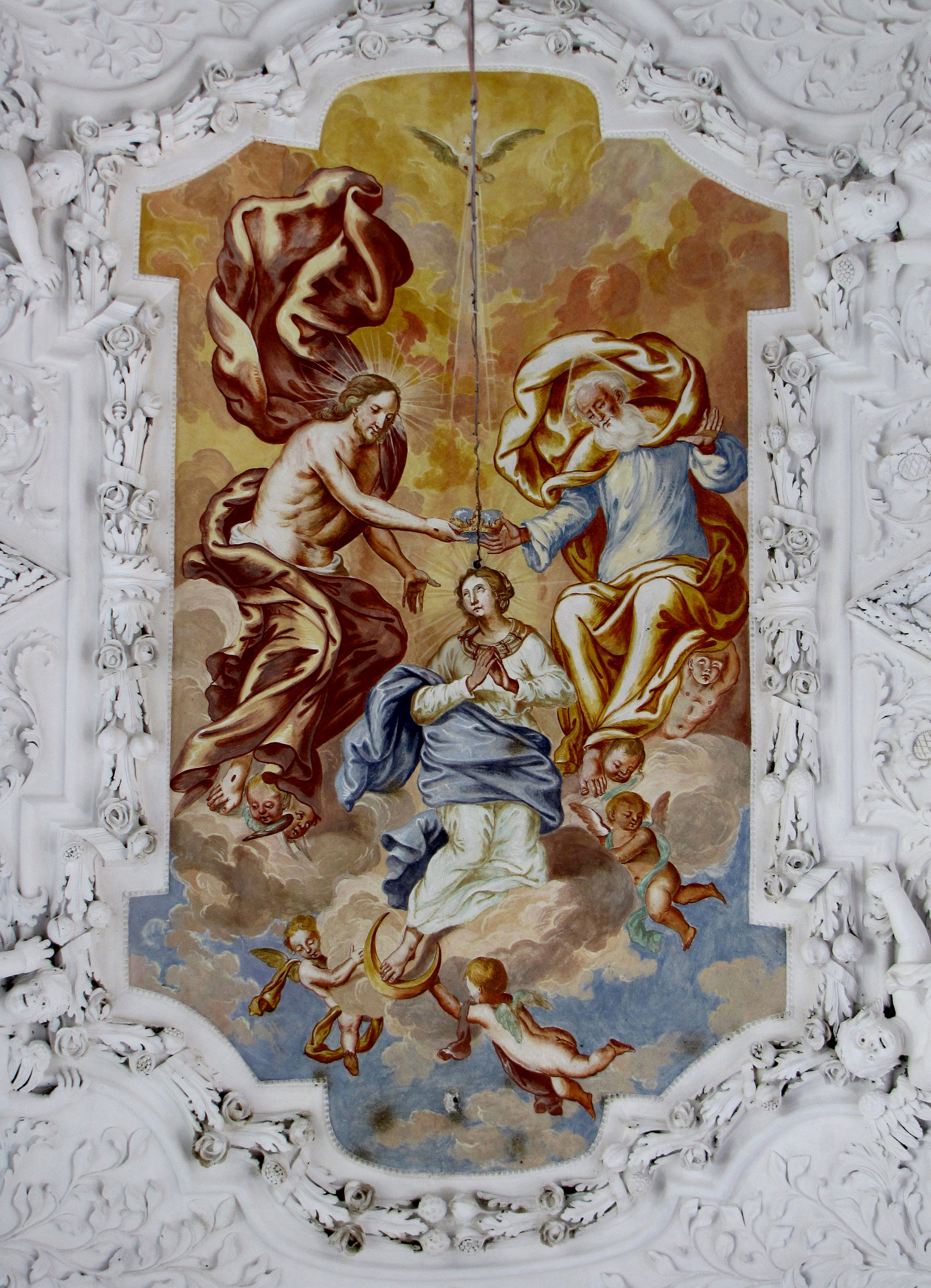
Chorfresko
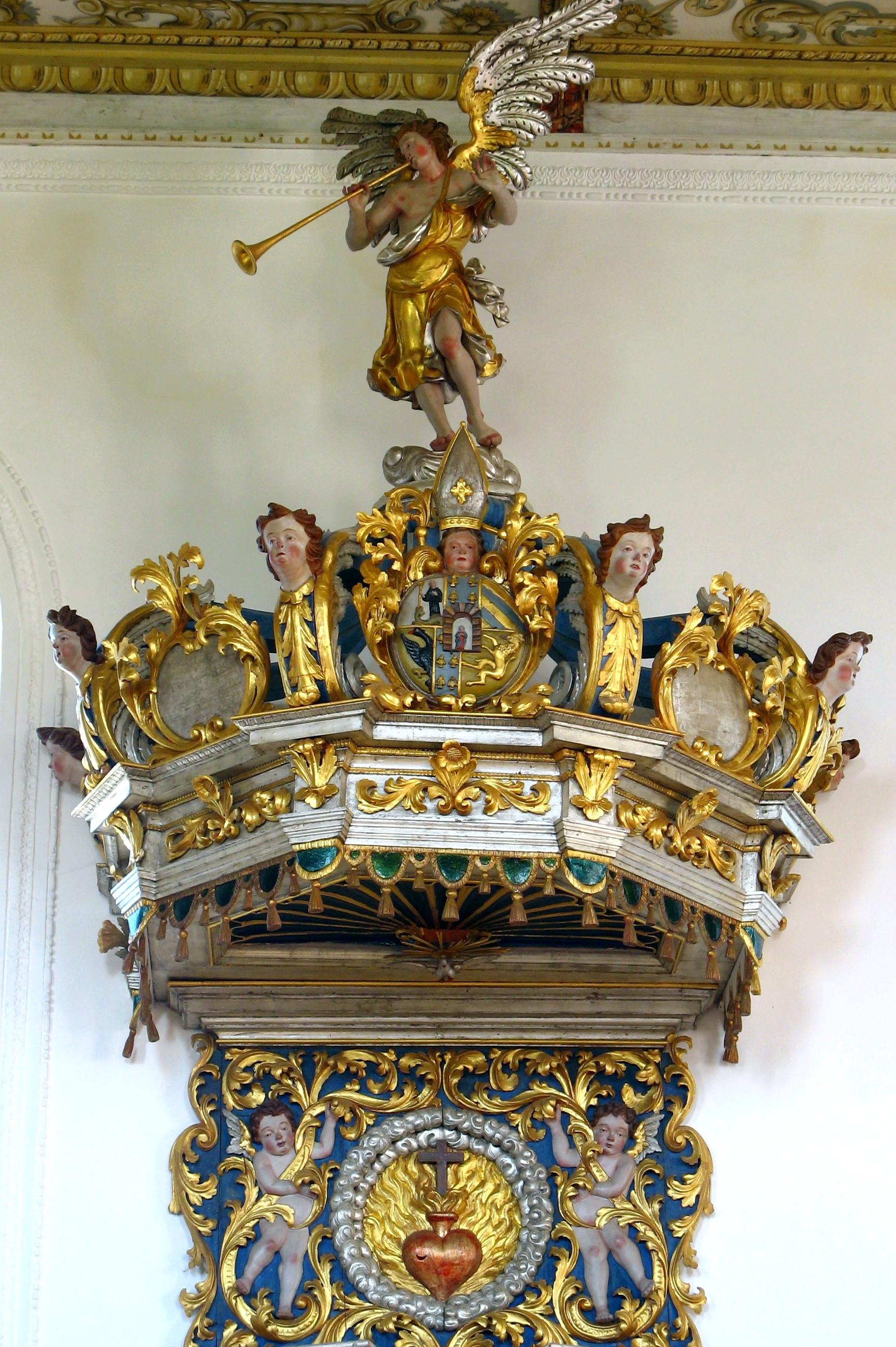
Kanzel (Detail)
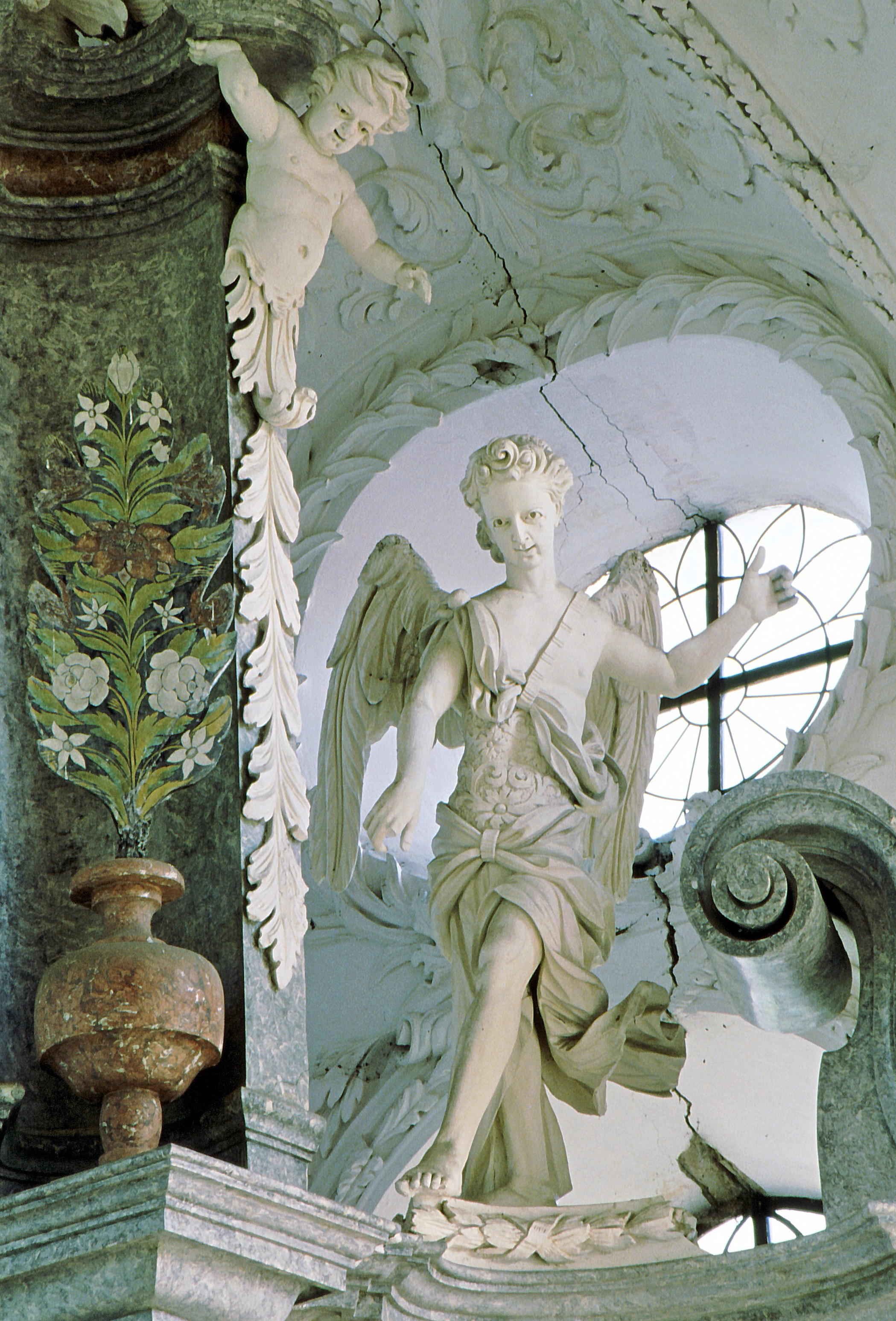
Detail des Hochaltares

## Orgel
Am dreiteiligen Orgelprospekt sind Rocailleschnitzereien erhalten, die wohl um 1760 und damit gleichzeitig mit den Fresken (von Bartholomäus Stapf aus Pfronten) und dem Stuck (Joseph Fischer zugeschrieben) an der Emporenbrüstung entstanden sind. Die Orgel, von 1977 bis 1980 als Meisterstück des Aitranger Orgelbaumeisters Peter Karhausen „wiedererstanden“, knüpft an die Tradition einheimischer Barockorgelbauer (Ehinger, Freiwiß) an. Sie verfügt über 30 Register und hat mechanische Trakturen.

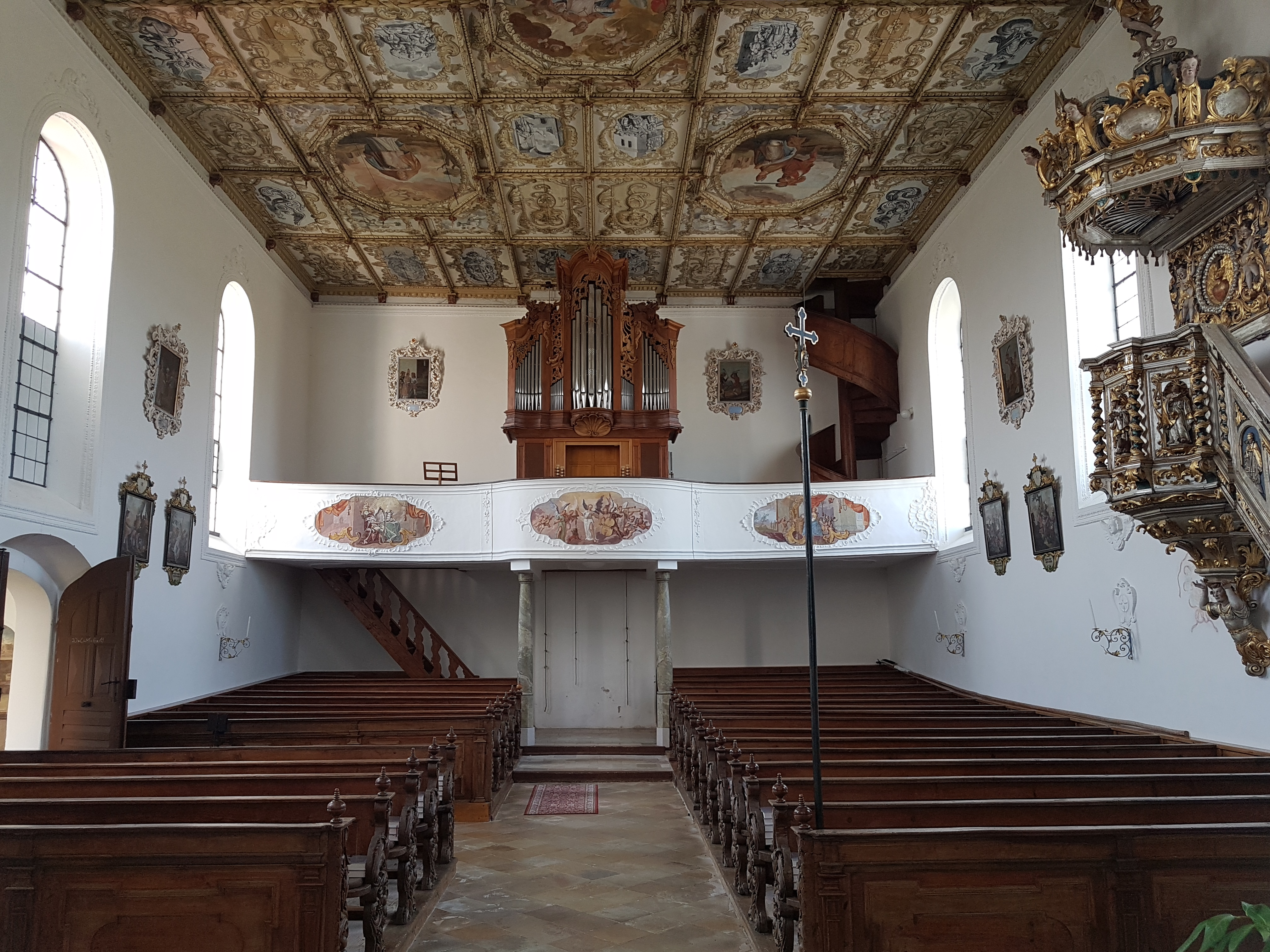
Kirchenraum mit Blick zur Orgel
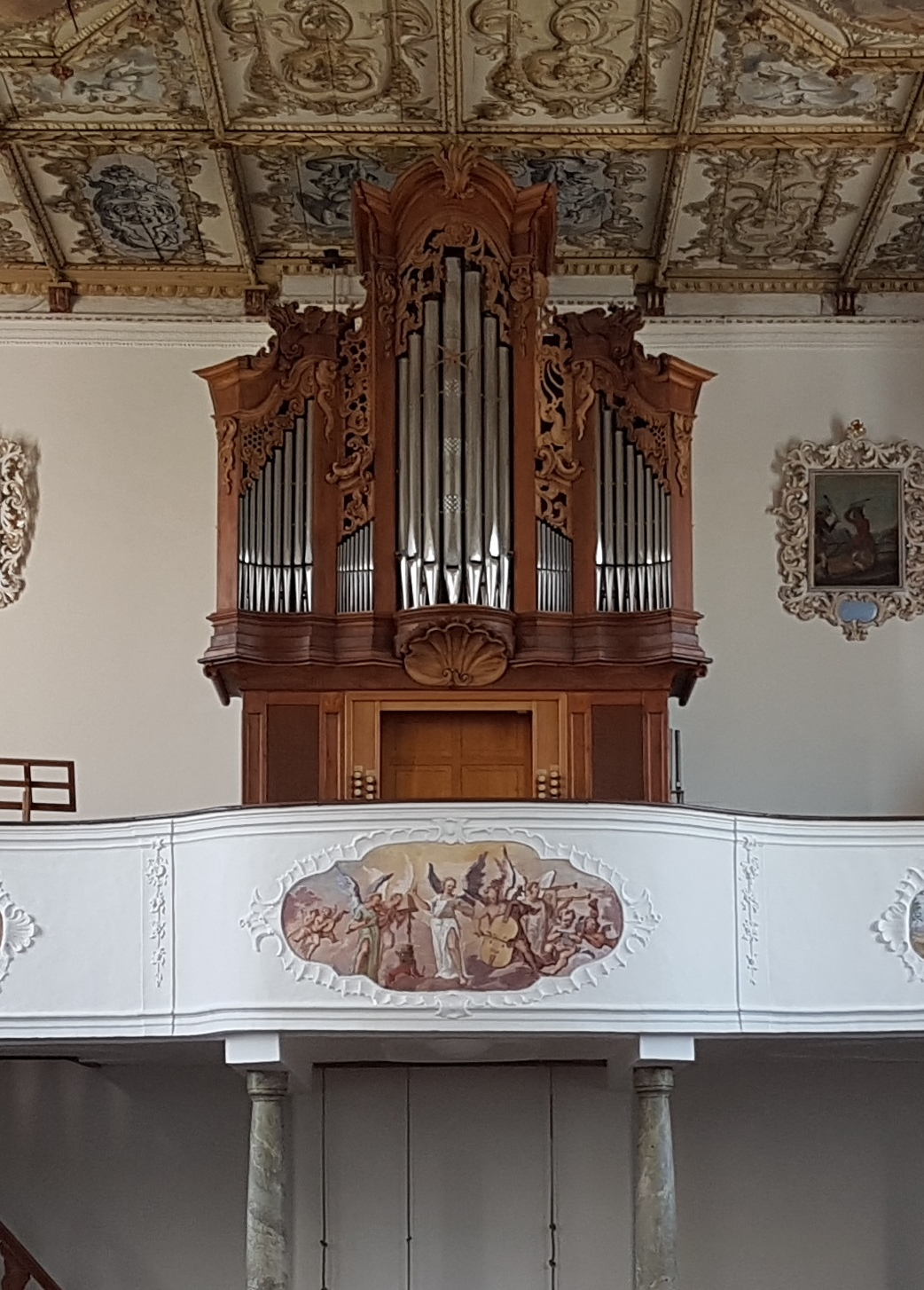
Orgel